# Ла-8
ЛА-8 — восьмиместный самолёт-амфибия, свободнонесущий моноплан с верхним расположением крыла, классическим Т-образным оперением и трёхстоечным шасси с передней опорой. Снабжён двумя силовыми установками (авиационные двигатели М √ 337 C-AV производства Чешской республики) мощностью 235 л. с. каждая, топливо — автомобильный бензин, расход топлива 35 л на 100 км пути.
Разработан специалистами научно-производственного объединения ООО НПО «АэроВолга» в Самаре в 2004 году при участии СКБ ЛА СГАУ. В 2005 году впервые был представлен на Международном авиационно-космическом салоне «МАКС-2005».
Международный кругосветный океанический перелёт вокруг Северного полюса на трёх самолётах—амфибиях (два из них LA-8) стартовал 3 июля 2018 года с аэродрома в селе Красный Яр Самарской области. Российская арктическая авиационная экспедиция прошла по маршруту, охватывающему 9 стран: Россия, США (Аляска), Канада, Дания (Гренландия), Исландия, Великобритания, Норвегия, Швеция, Финляндия. Протяженность маршрута составила более 20 тысяч км. 15 августа экспедиция вернулась на самарский аэродром.

## Модификации
- ЛА-8С — Вариант с двигателем LOM PRAHA M-337C-AV01.
  - ЛА-8C-RS — Вариант с тем же двигателем, топливными баками увеличенной ёмкости и большей полезной нагрузкой.
- ЛА-8L — Вариант с двигателем LYCOMING O-540B4B5.
  - ЛА-8L-RS — Вариант с тем же двигателем, топливными баками увеличенной ёмкости и большей полезной нагрузкой.
- ЛА-8H — Вариант без убирающегося шасси и возможностью установки лыж.
- ЛА-8FF — Пожарный вариант с интегрированным баком на 1200 литров.

## Лётно-технические характеристики

### Ла-8С
Источник данных: Сайт НПО «АэроВолга»

Технические характеристики
- Грузоподъёмность: 800 кг
- Длина: 11,1 м
- Размах крыла: 14 м
- Высота: 3,4 м (на шасси)
- Площадь крыла: 20,2 м²
- Масса снаряжённого: 1685 кг
- Максимальная взлётная масса: 2720 кг
- Силовая установка: 2 × ПД LOM Praha M337C-AV01
- Мощность двигателей: 2 × 235 лс
- Воздушный винт: MTV-12-D-C-F-R(M)/CFR190-53
- Диаметр винта: 1,9 м

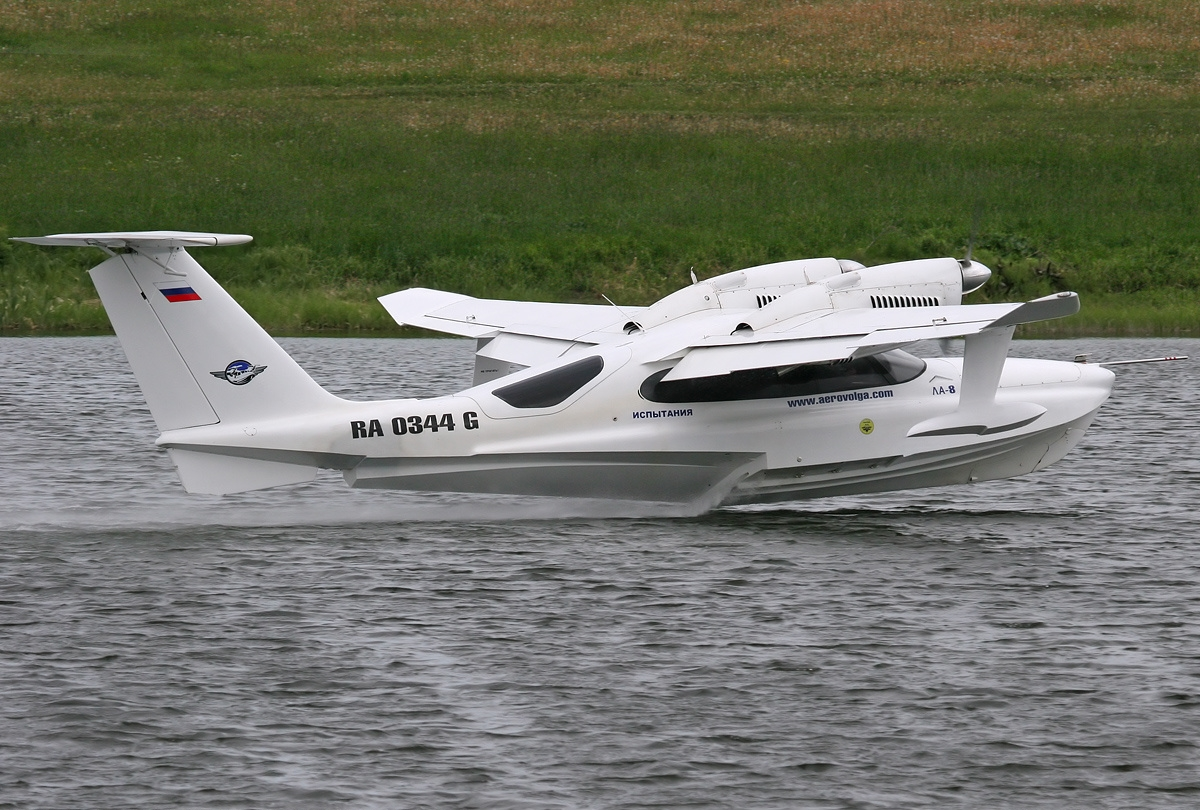
Взлёт с воды

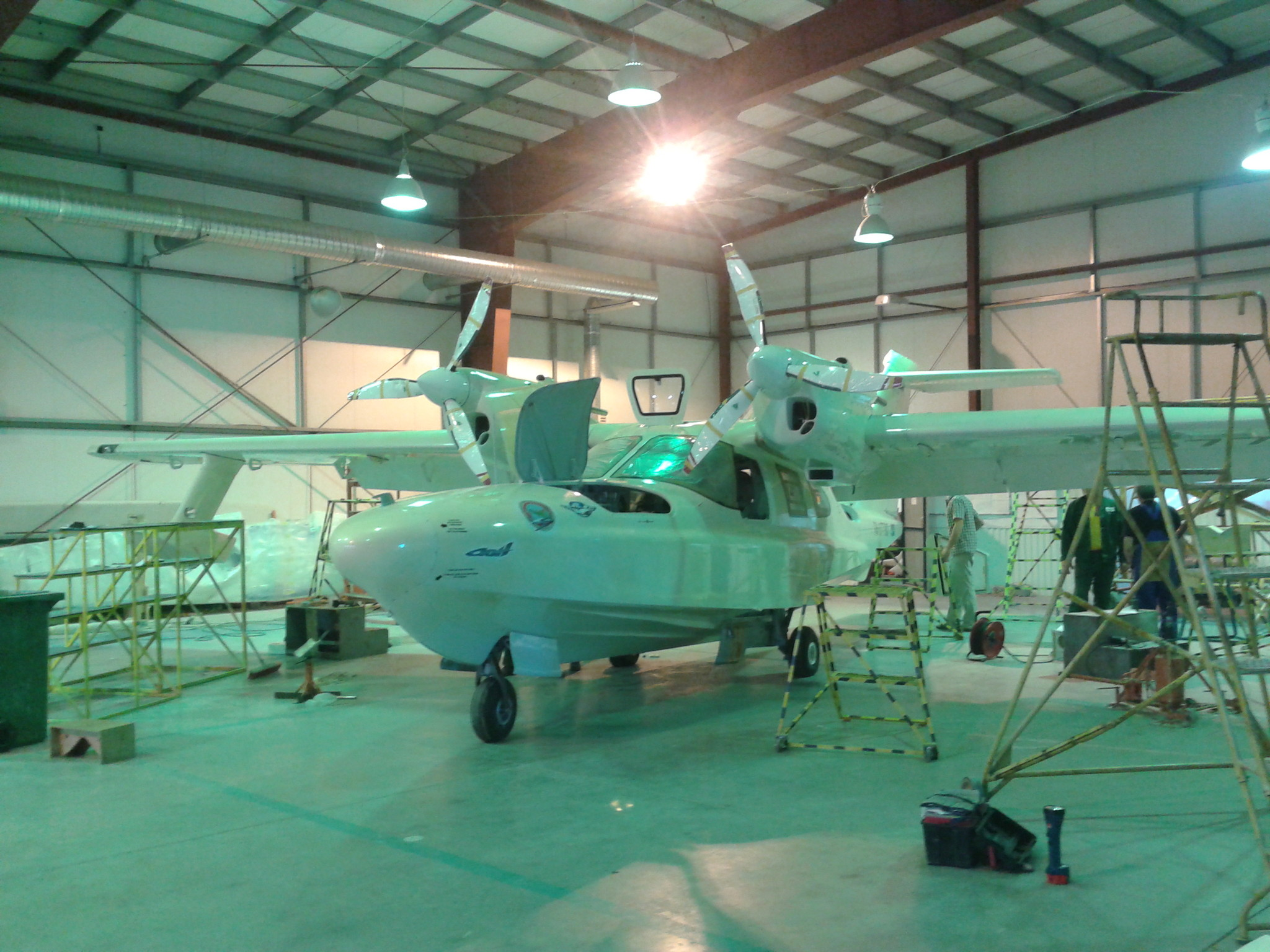
La-8-21 в сборочном цеху

Габариты пассажирской (грузовой) кабины
- Длина: 4,02 м
- Ширина: 1,61 м
- Высота: 1,55 м
- Объём: 4,00 м³

Лётные характеристики
- Максимально допустимая скорость: 305 км/ч
- Максимальная скорость: 275 км/ч
- Крейсерская скорость: 235 км/ч
- Практическая дальность: 1200 км
- Перегоночная дальность: 4000 км
- Практический потолок: 4500 м
- Скороподъёмность: 4—6 м/с
- Длина разбега: 350 м (450 м с воды)

### Ла-8С-RS
Источник данных: Сайт НПО «АэроВолга»

Технические характеристики
- Экипаж: 1+1
- Пассажировместимость: 7
- Грузоподъёмность: 1000 кг
- Длина: 11,45 м
- Размах крыла: 15 м
- Высота: 3,58 м (на шасси)
- Площадь крыла: 22,52 м²
- Масса снаряжённого: 1630 кг
- Максимальная взлётная масса: 2800 кг
- Силовая установка: 2 × ПД LOM Praha M337C-AV01
- Мощность двигателей: 2 × 235 лс
- Воздушный винт: MTV-12-D-C-F-R(M)/CFR190-53
- Диаметр винта: 1,9 м

Габариты пассажирской (грузовой) кабины
- Длина: 4,32 м
- Ширина: 1,61 м
- Высота: 1,65 м
- Объём: 4,35 м³

Лётные характеристики
- Максимально допустимая скорость: 305 км/ч
- Максимальная скорость: 265 км/ч
- Крейсерская скорость: 230 км/ч
- Скорость сваливания: 105 км/ч
- Боевой радиус: 2000км
- Практическая дальность: 4200 км
- Практический потолок: 4000 м
- Скороподъёмность: 4—6 м/с
- Длина разбега: 350 м (450 м с воды)